# Schinus praecox
Schinus praecox là một loài thực vật có hoa trong họ Đào lộn hột. Loài này được (Griseb.) Speg. miêu tả khoa học đầu tiên năm 1911.